# Cornelius Pedersen Lerche
Cornelius Pedersen Lerche (* 31. Oktober 1615 in Nyborg; † 3. Januar 1681 in Nielstrup) war ein dänischer Adelsmann und Stiftamtmann.

## Leben
Lerche war dritter von drei Söhnen Peder Nielsens, Bürgermeister und Zöllner in Nyborg, und Sidsel Knudsdatters. Lerches Mutter war die Witwe eines früheren Bürgermeisters der Stadt, Mads Lerche, und ihre Söhne trugen trotz der neuen Ehe den Familiennamen Lerche. 1633 ging Lerche an die Sorø Akademi und studierte darauf für einige Jahre in Leiden und Padua. 1642 kehrte er nach Dänemark zurück. 1650 bis 1653 war er am spanischen Hofe, bei seiner Rückkehr wurde er königlicher Rat. 1670 wurde Lerche zum Kanzleirat und 1671 zum Staatsrat ernannt. Im darauffolgenden Jahr wurde er Amtmann von Lolland und Falster. Auf Lolland erwarb er die drei Güter Nielstrup, Aarsmarke und Bramslykke. Aarsmarke ging als Erbschaft seiner Tochter in den Besitz der Familie Knuth über.
Lerche wurde auf dem Friedhof der Kopenhagener Nicolai Kirke beerdigt.

## Ehen und Nachkommen
Am 1. August 1647 heiratete Lerche Søster Fuiren, die jedoch bereits ein Jahr später im Alter von zwanzig Jahren starb.
Am 7. Juni 1657 heiratete er die Witwe Anne Kirstine Henriksdatter Friis († 1659) in der Kopenhagener Trinitatis Kirke. Aus der Ehe entsprang die Tochter Søster Lerche (1658–1723).
Nach dem Tode seiner zweiten Frau heiratete Lerche am 23. Juni 1665 Sidsel Jacobsdatter Grubbe (1648–1716). Aus der Ehe entsprang der Sohn Christian Corneliusen Lerche (1667–1720).